# Joel Campbell
Joel Nathaniel Campbell Samuels (født 26. juni 1992 i San José, Costa Rica) er en costaricansk professionel fodboldspiller, som spiller for Liga FPD-klubben Alajuelense og Costa Ricas landshold.

## Klubkarriere
Campbell startede sin karriere i hjemlandet, men blev som 19-årig hentet til engelske Arsenal i 2011. Han kunne imidlertid ikke få arbejdstilladelse af de engelske myndigheder, og blev derfor de første to sæsoner sendt på lejeophold til først FC Lorient og siden Real Betis. I 2013 fik han endelig sin arbejdstilladelse, men blev alligevel udlejet til græske Olympiakos for 2013-14 sæsonen. Campbell fik sin professionelle debut for Arsenal da klubben vandt 2014 FA Community Shield, men blev i januar 2015 udlejet til Villareal på en 6-måneders lejeaftale.

## Landshold
Campbell står (pr. marts 2018) noteret for 70 kampe og 14 scoringer for det costaricanske landshold, som han debuterede for 5. juni 2011 i et opgør mod Cuba. Han repræsenterede sit land ved VM i 2014 i Brasilien.